# Аль-Мансур Мухаммад ибн Усман
Аль-Мансур Насир ад-Дин Мухаммад ибн Усман (или Аль-Мансур, араб. المنصور ناصر الدين محمد بن العزيز‎) (1189 — после 1216) — третий султан из династии Айюбидов, правивший Египтом в 1198—1200 годах.
Аль-Мансур приходился внуком основателю династии, Салах ад-Дину, и стал преемником своего отца аль-Азиза в 1198 году. Ему на тот момент было всего 12 лет. Вскоре вспыхнула борьба между различными военными группировками за пост атабека — главнокомандующего — и регента. Одна фракция, Salahiyya или «мамлюки Саладина», хотели видеть регентом брата Саладина аль-Адиля, так как тот был очень способный и опытный человек. Другая фракция, Asadiyya или мамлюки дяди Саладина Асад ад-Дина Ширкуха, выступали за старшего сына Саладина, аль-Афдаля.
Первоначально аль-Афдаль имел некоторое преимущество, укрепившись в Египте, в то время как аль-Адиль находился был в Сирии. Аль-Афдаль был объявлен атабеком. В последовавшей войне аль-Афдаль напал на Дамаск, но вскоре потерял преимущество, а в феврале 1200 года аль-Адиль вступил в Каир. В течение нескольких дней он удалил имя аль-Мансура из пятничной молитвы и заменил его своим, тем самым сместив малолетнего султана.
После низложения аль-Мансур Мухаммад был сослан в Алеппо. Там он жил при дворе своего дяди, эмира аз-Захира Гази, который в 1216 году провозгласил его наследником эмирата в случае, если бы его собственные сыновья умерли раньше его. Больше ничего о судьбе аль-Мансура неизвестно.